# Tour du Tarn 1979
Il Tour du Tarn 1979, terza edizione della corsa, si svolse dal 18 al 20 aprile su un percorso di 559 km ripartiti in 3 tappe (la seconda suddivisa in due semitappe), con partenza da Gaillac e arrivo a Castres. Fu vinto dal francese Yvon Bertin della Renault-Gitane davanti ai suoi connazionali Jacques Bossis e Bernard Hinault.

## Tappe
| Tappa  | Data      | Percorso          | km    | Vincitore di tappa | Leader cl. generale |
| ------ | --------- | ----------------- | ----- | ------------------ | ------------------- |
| 1ª     | 18 aprile | Gaillac > Albi    | 168   | Yvon Bertin        |                     |
| 2ª-1ª  | 19 aprile | Castres > Albi    | 113   | Yvon Bertin        |                     |
| 2ª-2ª  | 19 aprile | Albi > Castres    | 120   | Alain Meslet       |                     |
| 3ª     | 20 aprile | Mazamet > Castres | 158,3 | Gérard Simonnot    | Yvon Bertin         |
| Totale | Totale    | Totale            | 559   |                    |                     |

## Dettagli delle tappe

### 1ª tappa
- 18 aprile: Gaillac > Albi – 168 km

| Pos. | Corridore       | Squadra | Tempo    |
| ---- | --------------- | ------- | -------- |
| 1    | Yvon Bertin     | Renault | 4h17'34" |
| 2    | Jacques Bossis  | Peugeot | s.t.     |
| 3    | Bernard Hinault | Renault | s.t.     |

| Pos. | Corridore | Squadra | Tempo |
| ---- | --------- | ------- | ----- |

### 2ª tappa - 1ª semitappa
- 19 aprile: Castres > Albi – 113 km

| Pos. | Corridore                 | Squadra | Tempo    |
| ---- | ------------------------- | ------- | -------- |
| 1    | Yvon Bertin               | Renault | 3h05'01" |
| 2    | Jacques Esclassan         | Peugeot | s.t.     |
| 3    | Pierre-Raymond Villemiane | Renault | a 1"     |

| Pos. | Corridore | Squadra | Tempo |
| ---- | --------- | ------- | ----- |

### 2ª tappa - 2ª semitappa
- 19 aprile: Albi > Castres – 120 km

| Pos. | Corridore                 | Squadra | Tempo    |
| ---- | ------------------------- | ------- | -------- |
| 1    | Alain Meslet              | Fiat    | 3h18'23" |
| 2    | Pierre-Raymond Villemiane | Renault | a 17"    |
| 3    | Hubert Linard             | Peugeot | a 18"    |

| Pos. | Corridore | Squadra | Tempo |
| ---- | --------- | ------- | ----- |

### 3ª tappa
- 20 aprile: Mazamet > Castres – 158,3 km

| Pos. | Corridore                 | Squadra                    | Tempo    |
| ---- | ------------------------- | -------------------------- | -------- |
| 1    | Gérard Simonnot           | Les Amis du Tour de France | 4h31'47" |
| 2    | Yvon Bertin               | Renault                    | s.t.     |
| 3    | Pierre-Raymond Villemiane | Renault                    | s.t.     |

| Pos. | Corridore       | Squadra | Tempo     |
| ---- | --------------- | ------- | --------- |
| 1    | Yvon Bertin     | Renault | 15h15'33" |
| 2    | Jacques Bossis  | Peugeot | a 9"      |
| 3    | Bernard Hinault | Renault | a 10"     |

## Classifiche finali

### Classifica generale
| Pos. | Corridore                 | Squadra               | Tempo     |
| ---- | ------------------------- | --------------------- | --------- |
| 1    | Yvon Bertin               | Renault-Gitane        | 15h15'33" |
| 2    | Jacques Bossis            | Peugeot-Esso-Michelin | a 9"      |
| 3    | Bernard Hinault           | Renault-Gitane        | a 10"     |
| 4    | Patrick Perret            | Peugeot-Esso-Michelin | a 12"     |
| 5    | Alain De Carvalho         | Fiat                  | a 13"     |
| 6    | Marc Durant               | La Redoute-Motobecane | a 4'47"   |
| 7    | Pierre-Raymond Villemiane | Renault-Gitane        | a 6'00"   |
| 8    | Hubert Linard             | Peugeot-Esso-Michelin | a 6'05"   |
| 9    | Jean-Marie Michel         | La Redoute-Motobecane | a 6'06"   |
| 10   | Didier Lebaud             | Miko-Mercier-Vivagel  | a 7'06"   |